# Windy City (cheval)
 (avril 2023).
La mise en forme du texte ne suit pas les recommandations de Wikipédia : il faut le « wikifier ».
Les points d'amélioration suivants sont les cas les plus fréquents :
- Les titres sont pré-formatés par le logiciel. Ils ne sont ni en capitales, ni en gras.
- Le texte ne doit pas être écrit en capitales (les noms de famille non plus), ni en gras, ni en italique, ni en « petit »…
- Le gras n'est utilisé que pour surligner le titre de l'article dans l'introduction, une seule fois.
- L'italique est rarement utilisé : mots en langue étrangère, titres d'œuvres, noms de bateaux, etc.
- Les citations ne sont pas en italique mais en corps de texte normal. Elles sont entourées par des guillemets français : « et ».
- Les listes à puces sont à éviter, des paragraphes rédigés étant largement préférés. Les tableaux sont à réserver à la présentation de données structurées (résultats, etc.).
- Les appels de note de bas de page (petits chiffres en exposant, introduits par l'outil «  Source ») sont à placer entre la fin de phrase et le point final[comme ça].
- Les liens internes (vers d'autres articles de Wikipédia) sont à choisir avec parcimonie. Créez des liens vers des articles approfondissant le sujet. Les termes génériques sans rapport avec le sujet sont à éviter, ainsi que les répétitions de liens vers un même terme.
- Les liens externes sont à placer uniquement dans une section « Liens externes », à la fin de l'article. Ces liens sont à choisir avec parcimonie suivant les règles définies. Si un lien sert de source à l'article, son insertion dans le texte est à faire par les notes de bas de page.
- La présentation des références doit suivre les conventions bibliographiques. Il est recommandé d'utiliser les modèles {{Ouvrage}}, {{Chapitre}}, {{Article}}, {{Lien web}} et/ou {{Bibliographie}}. Le mode d'édition visuel peut mettre en forme automatiquement les références.
- Insérer une infobox (cadre d'informations à droite) n'est pas obligatoire pour parachever la mise en page.

Pour une aide détaillée, merci de consulter Aide:Wikification.
Si vous pensez que ces points ont été résolus, vous pouvez retirer ce bandeau et améliorer la mise en forme d'un autre article.
Windy City (1949-1964) est un cheval de course pur-sang irlandais. Considéré comme un prodige à 2 ans, il fut exporté aux États-Unis l'année suivante et ne put jamais confirmer son potentiel.

## Carrière de course
Lorsqu'on jette un œil au top 10 des plus hauts ratings jamais délivrés par Timeform, son nom écorche le regard au milieu de ce panthéon des courses. Windy City, rating 142, comme le crack invaincu Ribot, double vainqueur du Prix de l'Arc de Triomphe, l'un des plus grands champions du siècle ? Pourtant vous ne trouverez jamais le nom de cet alezan né en Angleterre en 1949 dans une quelconque liste du type "les meilleurs pur-sang de l'histoire". Mais ce fameux rating de 142, que les handicapeurs de Timeform n'ont pu dégainer à la légère, témoigne des promesses dévoilées par Windy City à 2 ans, avant qu'il sombre dans l'oubli. 
Élevé en Angleterre, vendu 700 guinées yearling à Dublin où son modeste pedigree ne souleva guère les foules, Windy City reste en Irlande où il est placé sous la responsabilité de l'entraîneur classique Paddy Prendergast, grand spécialiste des 2 ans. Ses débuts ne passent pas inaperçus : dans un maiden disputé à Phoenix Park en avril, le poulain s'envole et laisse ses adversaires à dix longueurs. Il est alors envoyé en Angleterre pour courir les Oulton Stakes à Chester, où il mate l'opposition au petit galop, par cinq longueurs. La réputation de ce jeune dragster grandit vite. De retour au pays, il affronte en août les meilleurs poulains de sa génération dans le Phoenix Plate et ne se laisse pas approcher, cavalant huit longueurs devant tout le monde. Quelques mois plus tard, il revient en Angleterre pour régler leur compte aux meilleurs juveniles locaux dans les Gimcrack Stakes, eux-mêmes devancés par le Français Pharaos. Pas de doute, on a bien affaire à un phénomène comme on en voit un ou deux par siècle. C'est du moins ce que laisse entendre la presse de l'époque, dithyrambique. Dans The Bloodstock Breeders Review, James Park s'emporte à propos de sa prestation dans les Gimcrack Stakes : "On aurait dit une flèche qui file droit dans l'air. La tête tendue, il avançait avec un équilibre idéal, la tête et le corps parfaitement alignés. On ne voit pas ce genre de choses très souvent et la seule manière de le décrire est de parler d'une machine à galoper. Il ressemblait davantage à un automate qu'à un être de chair et de sang. Tout le monde n'était pas d'accord quant à l'endroit du parcours où il a pris la course en main, mais une chose est sûre : dans les derniers deux cents mètres un seul cheval galopait, et c'était Windy City".
Pour conclure sa saison, l'invaincu prodige est envoyé à Longchamp pour disputer le Prix d'Arenberg. Grandissime favori, il va pourtant se prendre les pieds dans le tapis. Car le poulain a un défaut dans la cuirasse, il peut être nerveux au moment du lâcher des élastiques (l'usage des stalles de départ n'est pas encore de mise en Europe à l'époque). Dans le Prix d'Arenberg, il s'agite fortement avant le départ et s'élance avec plusieurs longueurs de retard sur le peloton. Sur 1 000 mètres, ça ne pardonne pas et malgré une fin de course tranchante, il ne peut remonter tout à fait la bonne Pomare, lauréate l'année suivante de la Poule d'Essai des Pouliches. Pour les observateurs de l'époque, il va sans dire que n'était ce départ manqué, Windy City se serait imposé dans un canter. 
À l'heure des bilans de fin d'année, Windy City trône naturellement tout en haut des classements, que ce soit en Irlande, en Angleterre ou en France, à une époque où il n'existe pas encore de classement commun établi par les handicapeurs des trois principaux pays de courses en Europe (il faudra pour cela attendre 1977). Les Anglais lui attribuent un rating de 133 dans leur Free Handicap, cinq livres de plus que la pouliche Zabara, qui a survolé sa génération. Et Timeform lache son fameux 142. Soit le deuxième plus haut rating de l'histoire à l'époque, derrière le crack Tudor Minstrel et à égalité avec une autre bombe, le sprinter Abernant. Depuis, seuls quatre chevaux ont été mieux notés, et pas n'importe lesquels : Frankel, Sea Bird, Secretariat et Brigadier Gerard. C'est donc un score délirant pour un 2 ans (à titre de comparaison, Arazi a obtenu 135 au même âge).  
À l'orée de l'hiver, Windy City suscite des convoitises et son propriétaire, Ray Bell, capitule devant le chèque de 150 000 dollars que lui soumet son compatriote américain Gus Luellwitz. Le poulain quitte donc l'Europe pour la Californie. Très attendus, ses débuts virent au cauchemar : Windy City termine non placé. Mais dès la sortie suivante, il montre de quel bois il se chauffe en remportant les San Gabriel Stakes devant les excellents A Gleam et Hill Gail, deux des meilleurs Californiens. L'objectif de son entourage est clair : monter en distance et viser le Kentucky Derby. Windy City enchaîne avec le San Felipe Handicap, monté par la vedette Eddie Arcaro, il confirme, laissant son dauphin Indian Land à plus de deux longueurs, tandis que Hill Gail termine septième. L'Irlandais exilé semble bien s'adapter à la distance et doit le prouver sur les 1 800 mètres du Santa Anita Derby. Mais c'est le drame : Windy City se blesse durant le parcours et termine deuxième, au courage, quatre longueurs derrière Hill Gail qu'il a pourtant facilement battu deux fois. Hill Gail qui, un mois plus tard, remporte le Kentucky Derby.
Windy City ne courra plus, bien que son entourage le garde à l'entraînement jusqu'en 1953. On ne saura jamais si ce poulain méritait vraiment de recevoir l'un des plus hauts ratings de l'histoire. En 1951, Timeform justifiait ainsi son extraordinaire notation : "Windy City est un beau poulain au développement physique exceptionnel : très nerveux, sur le qui-vive, explosif. Non seulement un bon cheval, mais, doté d'une vitesse de base époustouflante, un cheval tout à fait exceptionnel". Dans leur livre de référence A Century of Champions, John Randall et Tony Morris estiment que Windy City est le cinquième meilleur 2 ans entraîné en Angleterre et en Irlande au 20e siècle.

### Résumé de carrière
| Date        | Hippodrome   | Pays        | Course              | Distance    | Jockey      | Place       | Écart       | Vainqueur ou deuxième |
| 1951, 2 ans | 1951, 2 ans  | 1951, 2 ans | 1951, 2 ans         | 1951, 2 ans | 1951, 2 ans | 1951, 2 ans | 1951, 2 ans | 1951, 2 ans           |
| ----------- | ------------ | ----------- | ------------------- | ----------- | ----------- | ----------- | ----------- | --------------------- |
| Avril       | Phoenix Park | Irlande     | Maiden              |             |             | 1er         | 10          | ―                     |
| Mai         | Chester      | Royaume-Uni | Oulton Stakes       |             |             | 1er         | 5           | ―                     |
| Août        | Phoenix Park | Irlande     | Phoenix Plate       | 1 000 m     |             | 1er         | 8           | ―                     |
| Août        | York         | Royaume-Uni | Gimcrack Stakes     | 1 200 m     | G. Richards | 1er         | 5           | Pharaos               |
| Septembre   | Longchamp    | France      | Prix d'Arenberg     | 1 000 m     |             | 2e          | ―           | Pomare                |
| 1952, 3 ans |              |             |                     |             |             |             |             |                       |
| Janvier     |              | États-Unis  |                     |             |             | 0           | ―           | ―                     |
| Janvier     | Santa Anita  | États-Unis  | San Gabriel Stakes  | 1 400 m     |             | 1er         | ―           | A Gleam               |
| Février     | Santa Anita  | États-Unis  | San Felipe Handicap | 1 700 m     | E. Arcaro   | 1er         | 2 ½         | Indian Land           |
| Avril       | Santa Anita  | États-Unis  | Santa Anita Derby   | 1 800 m     | E. Arcaro   | 2e          | 4           | Hill Gail             |

## Au haras
Windy City resta en Californie pour mener sa carrière d'étalon. Avec une réussite que l'on peut qualifier d'honorable. S'il n'a pas tracé au haras, il peut s'enorgueillir de quelques chevaux de premier plan, dont l'excellente pouliche Blue Norther (Kentucky Oaks, Ashland Stakes, Santa Anita Oaks). Windy City meurt en 1964, d'une crise de coliques.

## Origines
Windy City n'est pas né dans la pourpre, mais son pedigree est truffé d'étalons fameux pour leur précocité. Son père, Wyndham, était un bon 2 ans, vainqueur en 1935 des New Stakes à Ascot et des National Breeders' Produce Stakes, qui n'eut guère de succès comme étalon. Sa mère, Staunton, est une jument française dont le père The Satrap, et surtout le grand-père, l'immense The Tetrarch, brillèrent eux aussi à 2 ans. En revanche, sa lignée maternelle n'est guère fameuse. 

### Pedigree
| Origines de Windy City (GB), mâle alezan né en 1949 | Origines de Windy City (GB), mâle alezan né en 1949 | Origines de Windy City (GB), mâle alezan né en 1949 | Origines de Windy City (GB), mâle alezan né en 1949 |
| --------------------------------------------------- | --------------------------------------------------- | --------------------------------------------------- | --------------------------------------------------- |
| Père Wyndham 1933                                   | Blenheim 1927                                       | Blandford                                           | Swynford                                            |
| Père Wyndham 1933                                   | Blenheim 1927                                       | Blandford                                           | Blanche                                             |
| Père Wyndham 1933                                   | Blenheim 1927                                       | Malva                                               | Charles O'Malley                                    |
| Père Wyndham 1933                                   | Blenheim 1927                                       | Malva                                               | Wild Arum                                           |
| Père Wyndham 1933                                   | Bossover 1921                                       | The Boss                                            | Orby                                                |
| Père Wyndham 1933                                   | Bossover 1921                                       | The Boss                                            | Southern Cross                                      |
| Père Wyndham 1933                                   | Bossover 1921                                       | Rhodesian mare                                      | Rhodesian                                           |
| Père Wyndham 1933                                   | Bossover 1921                                       | Rhodesian mare                                      | Sanover                                             |
| Mère Staunton 1940                                  | The Satrap 1924                                     | The Tetrarch                                        | Roi Herode                                          |
| Mère Staunton 1940                                  | The Satrap 1924                                     | The Tetrarch                                        | Vahren                                              |
| Mère Staunton 1940                                  | The Satrap 1924                                     | Scotch Gift                                         | Symington                                           |
| Mère Staunton 1940                                  | The Satrap 1924                                     | Scotch Gift                                         | Maund                                               |
| Mère Staunton 1940                                  | Crotanstown 1924                                    | Bridge of Earn                                      | Cyllene                                             |
| Mère Staunton 1940                                  | Crotanstown 1924                                    | Bridge of Earn                                      | Santa Brigida                                       |
| Mère Staunton 1940                                  | Crotanstown 1924                                    | Twincat                                             | Bachelor's Double                                   |
| Mère Staunton 1940                                  | Crotanstown 1924                                    | Twincat                                             | Katusha (famille 14-d)                              |